# Madonas novads
Madonas novads is een gemeente in Vidzeme in het oosten van Letland.
De huidige gemeente ontstond op 1 juli 2021, toen de bestaande gemeente werd uitgebreid met de gemeenten Cesvaines novads, Ērgļu novads en Lubānas novads.
De eerdere gemeente was in 2009 ontstaan bij een herindeling, waarbij de stad Madona en de landelijke gemeenten Arona, Barkava, Bērzaune, Dzelzava, Kalsnava, Lazdona, Liezēre, Ļaudona, Mārciena, Mētriena, Ošupe, Prauliena, Sarkaņi en Vestiena waren samengevoegd.

## Natuur
In de gemeente bevindt zich zowel het natuurreservaat Krustkalni als een groot deel van het natuurreservaat Teiča, evenals de westelijke oever van het Lubāns-meer.
Nationale steden (valstspilsētas):

Daugavpils  · Jelgava · Jūrmala · Liepāja · Rēzekne · Riga · Ventspils

Gemeenten (novadi):

Ādažu novads
· Aizkraukles novads
· Alūksnes novads
· Augšdaugavas novads
· Balvu novads
· Bauskas novads
· Cēsu novads
· Dienvidkurzemes novads
· Dobeles novads
· Gulbenes novads
· Jelgavas novads
· Jēkabpils novads
· Krāslavas novads
· Kuldīgas novads
· Ķekavas novads
· Limbažu novads
· Līvānu novads
· Ludzas novads
· Madonas novads
· Mārupes novads
· Ogres novads 
· Olaines novads
· Preiļu novads
· Rēzeknes novads 
· Ropažu novads
· Salaspils novads
· Saldus novads
· Saulkrastu novads
· Siguldas novads
· Smiltenes novads
· Talsu novads
· Tukuma novads
· Valkas novads
· Valmieras novads
· Varakļānu novads
· Ventspils novads 